# Ixora junghuhnii
Ixora junghuhnii är en måreväxtart som beskrevs av Cornelis Eliza Bertus Bremekamp. Ixora junghuhnii ingår i släktet Ixora och familjen måreväxter. Inga underarter finns listade i Catalogue of Life.